# Apollo 17
Apollo 17 was de laatste missie van het Apolloprogramma waarbij op 11 december 1972 op de maan werd geland. Sindsdien zijn er geen bemande missies meer uitgevoerd naar de maan. 
De landingsplaats ligt halverwege tussen de kraters Fabbroni en Littrow in het Taurusgebergte, net ten noord-noordwesten van Mons Vitruvius. 
De bemanning bestond uit Eugene Cernan (commandant), Harrison Schmitt (piloot maanlander) en Ronald Evans (piloot commandomodule).

## Verloop van de missie
De lancering van de Saturnus V-raket van Apollo 17 vond 's nachts plaats en was daarmee de eerste (en laatste) nachtlancering van een Apollo-raket. Waarnemers in Cuba deelden mee dat de lancering eruitzag als een nachtelijke zon die opsteeg.
Oorspronkelijk zou astronaut Joe Engle deel uitmaken van de bemanning, maar omdat de NASA het maximale wetenschappelijke resultaat uit dit laatste bezoek aan de maan wilde halen werd Engle vervangen door Schmitt. Schmitt was van oorsprong geoloog.
De maanwagen werd ook bij deze missie gebruikt (Challenger's Baby). In totaal hebben de astronauten Schmitt en Cernan in 4 uur en 26 minuten een afstand van 35 kilometer en 744 meter afgelegd met de wagen. Een afgebroken spatbord vervingen de astronauten door een stel maankaarten. Dit leverde hun een erelidmaatschap op bij de Duitse wegenwacht ADAC.
Een oranjekleurig bodemmonster dat gevonden was in de buurt van krater Shorty (Station 4) leek in eerste instantie op vulkanisch materiaal. Nader onderzoek wees echter op kleine glasbolletjes in het maanstof, ontstaan tijdens inslag van een meteoriet. Verder onthulden de astronauten vlak voor het opstijgen een plaquette (op de landingspoot van de afdaaltrap), ter herinnering aan de Apollo-maanreizen.
Een recordhoeveelheid aan maansteen werd mee teruggenomen, in totaal 108,86 kg. Ook de duur van de maanwandelingen was langer dan bij ieder van de voorgaande missies.
De stijgtrap (Ascent Stage) van de maanlander werd na de terugkeer van Cernan en Schmitt naar CSM America (voorafgaand aan de terugreis naar de aarde) afgestoten en sloeg op 15 december 1972 op het maanoppervlak stuk. Het plan van de NASA was om deze stijgtrap op het South Massif te doen inslaan, zodanig dat de (op dat moment nog steeds werkende) televisiecamera op de L.R.V. (Lunar Roving Vehicle) de inslag op deze berg zou geregistreerd hebben. De feitelijke inslag geschiedde echter enkele kilometers meer zuidwaarts, uit het zicht van de camera.
Na de landing in de Stille Oceaan in de buurt van het eiland Samoa werd de bemanning opgepikt door de USS Ticonderoga. De capsule waarin de bemanning verbleef wordt nu tentoongesteld in het Lyndon B. Johnson Space Center te Houston, Texas.

## Landingsplaats

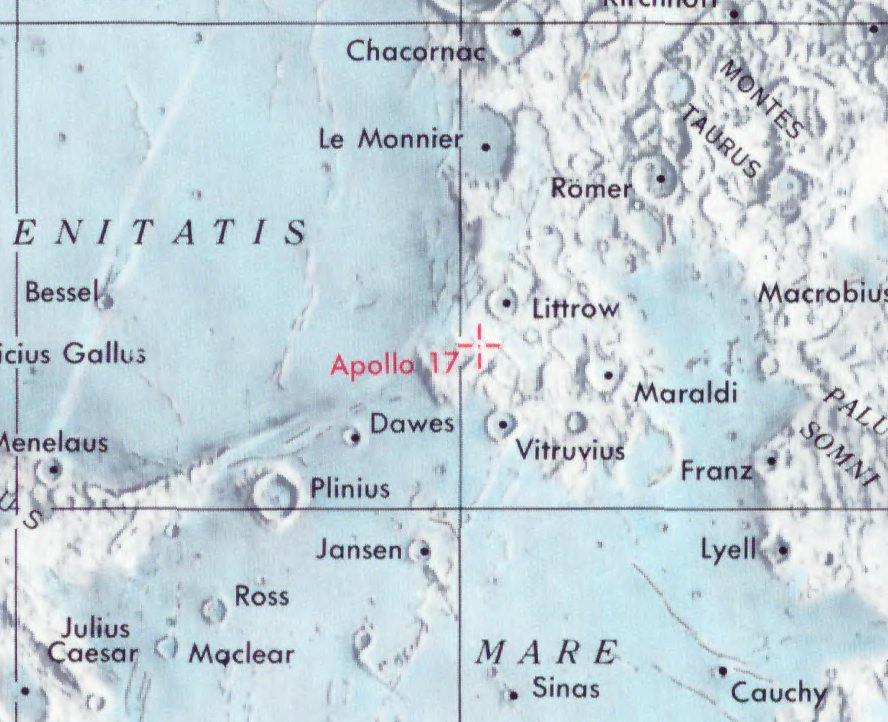
De landingsplaats van Apollo 17

De landingsplaats van LM Challenger van Apollo 17 is de meest oostelijke van de zes landingsplaatsen van het Apolloprogramma. Deze oostelijke ligging zorgt er voor dat ze gedurende de wassende sikkelfase van de maan gemakkelijk opgespoord kan worden, ongeveer halfweg tussen nieuwe maan en eerste kwartier. Bezoekers van volkssterrenwachten kunnen, middels de nodige uitleg, op zoek gaan naar deze landingsplaats. 
Het stelsel bestaande uit de geprononceerde bergen North Massif, Mons Vitruvius, South Massif, en Family Mountain, alle vier zich ongeveer halfweg tussen de kraters Fabbroni en Littrow bevindend, aan het zuidoostelijk gedeelte van de rand van Mare Serenitatis, leidt de waarnemer naar de eigenlijke landingsplaats die sedert 1972 bekend is als het dal van Taurus-Littrow en zich te midden van deze vier bergen bevindt. 
Als de ochtend-terminator (de nacht-dag-lichtgrens) over dit gebied trekt vangen deze vier bergen reeds het zonlicht op, terwijl het dal nog steeds in schaduw gehuld is. Gedurende volle maan valt dit dal op door de ietwat donkere tint ervan, terwijl de vier omringende bergen een eerder witte tint vertonen. Deze donkere tint was een van de wetenschappelijke redenen om van dit dal een mogelijke landingsplaats te maken. 
De landingsplaats van Apollo 15 in Palus Putredinis, aan de rand van het Apennijnengebergte, valt ook op door deze opmerkelijke donkere tint.

## Trivia

### Vijf muizen
Tijdens de missie van Apollo 17 waren de drie astronauten vergezeld van vijf muizen die na terugkomst op aarde het laboratorium ingingen. De namen van deze muizen waren Fe, Fi, Fo, Fum en Phooey.

### Schmitts afdaling naar het maanoppervlak
Harrison Schmitt kwam bijna ten val tijdens het betreden van de ladder en het afdalen ervan. Een rotsblok dat half verborgen in het maanstof zat, net naast de schotelvormige landingsvoet, deed Schmitt wankelen toen hij er met zijn laars op stapte en weggleed. Hij kon zich nog net op tijd vastgrijpen aan de ladder.

### Rotsbloksporen op de zuidelijke helling van het North Massif
Met behulp van het 500mm-objectief op de camera konden hele reeksen foto's worden genomen van details op de berghellingen rondom de landingsplaats van LM Challenger (het Taurus-Littrow-dal). Op sommige van deze foto's zijn sporen te zien van immense rotsblokken die op een bepaald moment in de geschiedenis van de maan naar beneden waren gerold. Sindsdien zijn er duizenden rotsbloksporen ontdekt op de ontelbare hoge resolutiefoto's die sedert 2009 gemaakt zijn door de Lunar Reconnaissance Orbiter (LRO).

### Laatste woorden op de maan
Kort voor het opstijgen van de stijgtrap (de Ascent Stage) van LM Challenger zei commandant Eugene Cernan de laatste woorden in het laatste bemande ruimteschip dat op de maan heeft gestaan: Okay, Jack, let's get this mutha outta here.

## Media
|  |  |
|  |  |

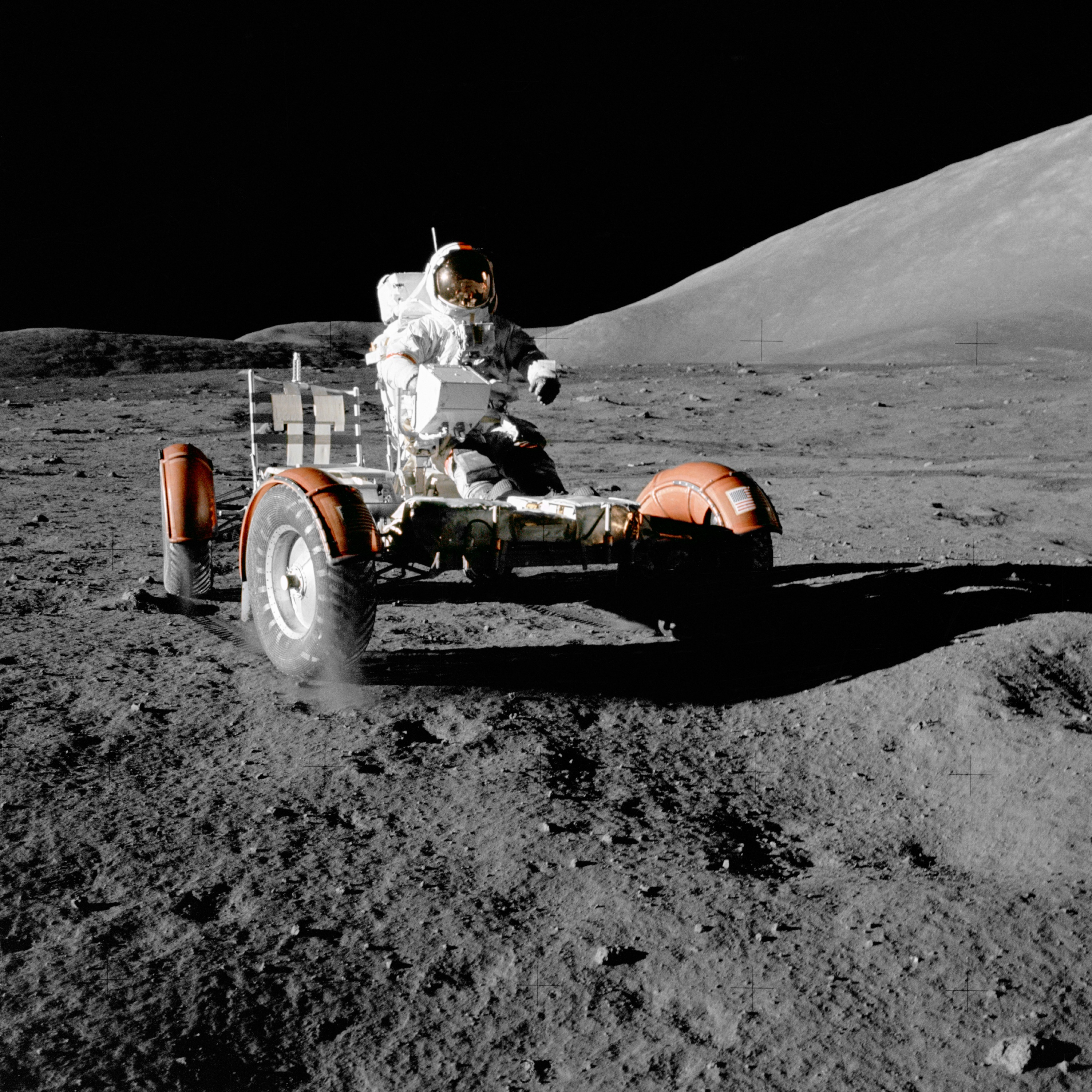
Maanwagen tijdens Apollo 17-missie
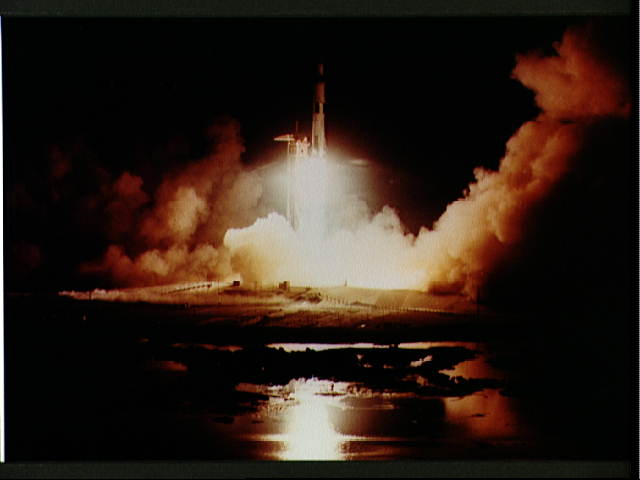
Nachtelijke lancering Apollo 17
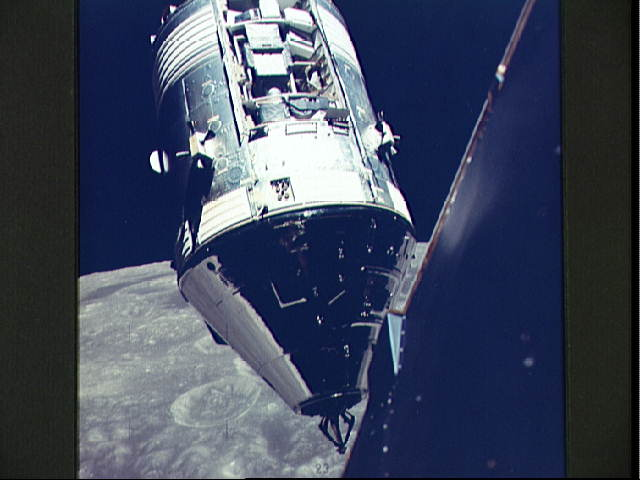
CSM America vanuit LM Challenger
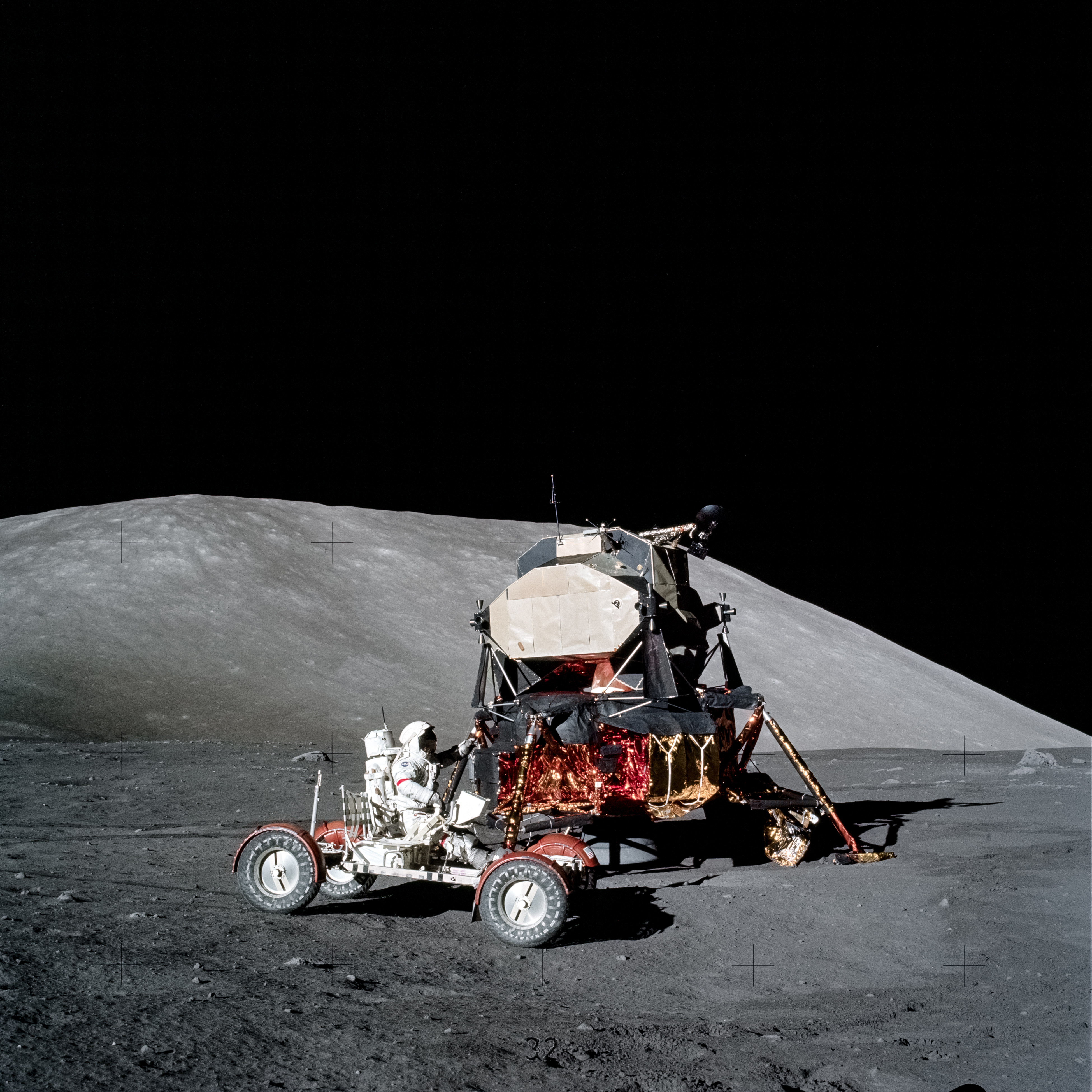
Landingsplaats met het South Massif op de achtergrond
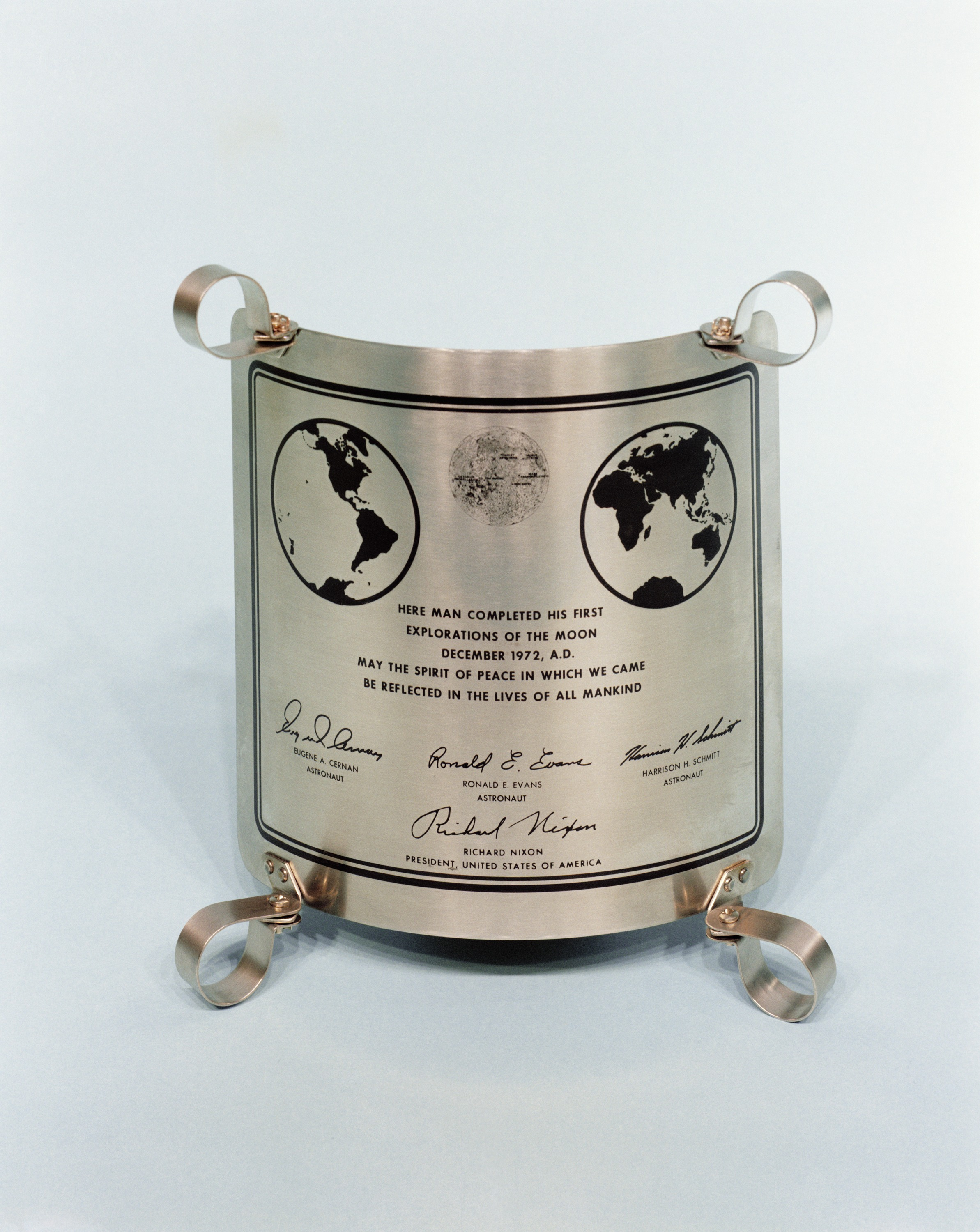
Gedenkteken op ladder LM Apollo 17
Astronaut aan Split Rock
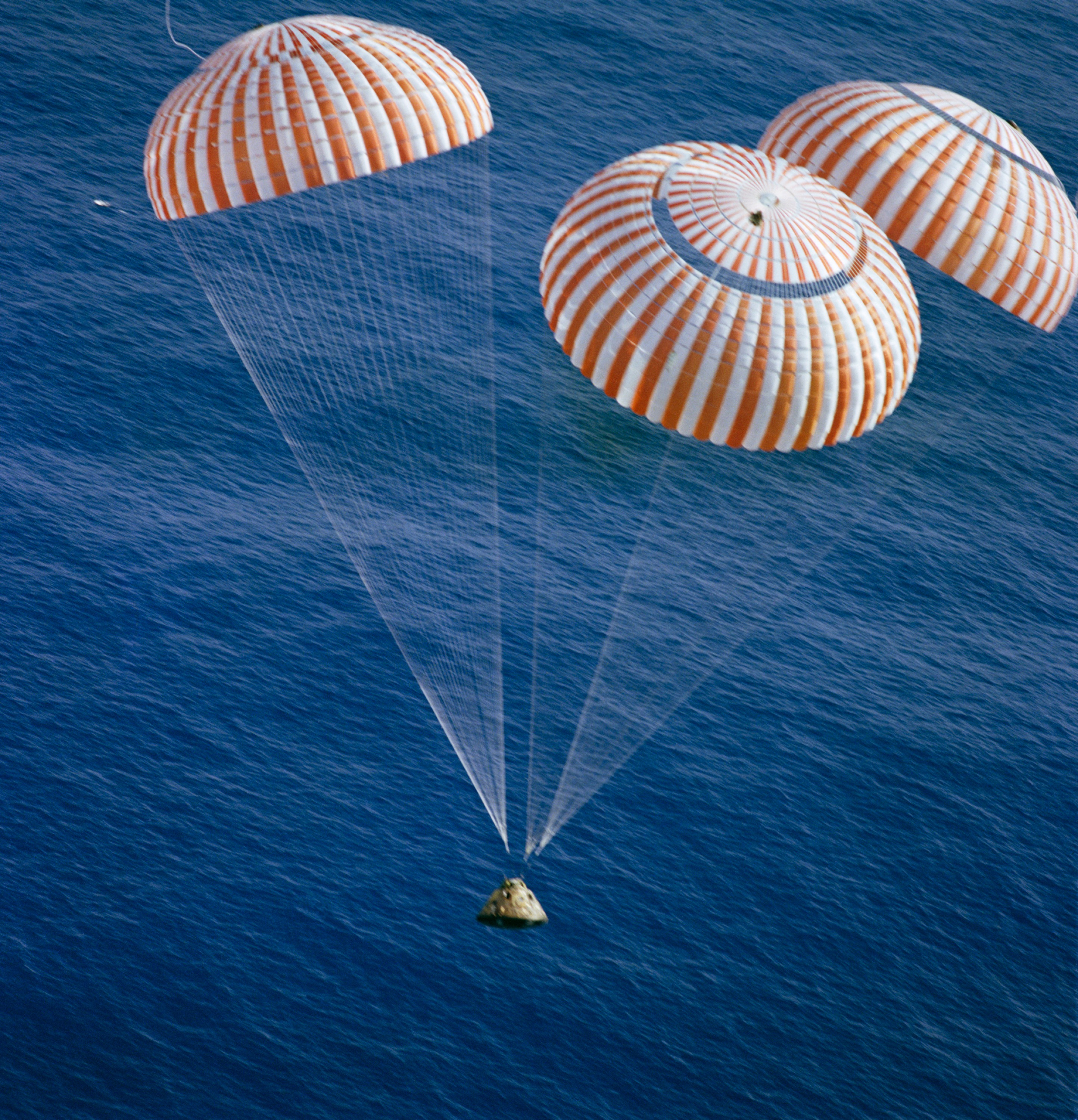
Landing capsule Apollo 17